# 官路乡
官路乡，是中华人民共和国福建省南平市浦城县下辖的一个乡镇级行政单位。

## 行政区划
官路乡下辖以下地区：
官路村、河村、李处村、花园村、高门村、东坑村、王村、毛处村、东洋村和姚宅村。